# Kásád
Kásád é um município da Hungria, situado no condado de Baranya. Tem 13,29 km² de área e sua população em 2019 foi estimada em 264 habitantes.